# A New England
A New England è un brano musicale scritto ed inciso nel 1983 da Billy Bragg e pubblicato come traccia dell'EP Life's a Riot with Spy Vs Spy e come Lato B del singolo St. Swithin's Day, uscito l'anno seguente.
Vari artisti hanno inciso in seguito una cover del brano: la versione di maggiore successo è quella incisa nel 1984 da Kirsty MacColl..

## Composizione e significato
Ad ispirare il brano a Billy Bragg furono due satelliti che passavano l'uno accanto all'altro e che lui vide mentre stava tornando a casa dopo aver trascorso la serata in un pub.
La melodia fu invece presa a prestito da un brano del gruppo musicale irlandese Thin Lizzy, come dichiarato dallo stesso Bragg.
Il protagonista della canzone dice che a lui non interessa cambiare il mondo, né tantomeno di essere alla ricerca di una nuova Inghilterra: a lui interessa solamente cercarsi una nuova ragazza. Il brano inizia con le stesse parole del brano di Simon & Garfunkel Leaves That Are Green.

## La cover di Kirsty MacColl
Nel 1984, Kirsty MacColl incise una cover di A New England, pubblicandola su singolo in 7" e 12" uscito su etichetta Stiff Records e prodotto da Steve Lillywhite.
Il singolo raggiunse il 7º posto delle classifiche nel Regno Unito.

### Produzione
Per questa versione, l'autore del brano Billy Bragg aggiunse un nuovo verso perché giudicò la sua versione originaria troppo breve per un singolo.

### Tracce
7"
1. A New England – 3:50 (Billy Bragg)
2. Patrick – 3:06 (Kirsty MacColl)

12"
1. A New England (Extended Version) – 7:46
2. Patrick – 3:03 (Kirsty MacColl)
3. I'm Going Out With An Eighty Year Old Millionaire – 2:07 (Kirsty MacColl)

### Classifiche
| Classifica  | Posizione massima | Nr. di settimane |  |
| ----------- | ----------------- | ---------------- |  |
| Regno Unito | 7                 |                  |  |
| Svezia      | 18                | 4                |  |

## Altre versioni
Il brano è stato inoltre inciso o eseguito pubblicamente dai seguenti cantanti o gruppi (in ordine alfabetico):
- Across the Border (1994)
- Alpha Boy School (2006)
- The Ataris (2004)
- Billie Joe Armstrong (2020)[8]
- The Billy Rubin (1995)
- Boys in Trouble (1990)
- Cockroach Clan (1996)
- Javier De Torres e Zahara (2009)
- Frontkick (2002)
- The Glory Strummers (1995)
- Groovie Ghoulies (1996)
- Hunting Cows (1997)
- Jamie T (2006)
- The Klerks (2002)
- Lifetime (1997)
- Lotto King Karl & der Barmbek Dream Boys (2002)
- Jonah Matranga (2004)
- Rantanplan (1995)
- This Side Up (1998)
- Too Much Joy (1996)
- Young Statues (2012)